# الكيرين
الكيرين (競輪 / ケイリン، ‎[keːɾiɴ]‏) حرفياً «سباق دراجات» هي شكل من أشكال سباقات الدراجات على المضمار حيث يتسابق الدراجون لتحقيق النصر خلف متحكم السرعة (غالبا دراجة نارية) حيث يبدأ السباق خلف متحكم السرعة آلي أو غير ألي. تطور شكل السباق في اليابان حوالي عام 1948 لأعراض المقامرة، واصبح أحد فعاليات الاولمبياد منذ أولمبياد 2000 في سيدني، أستراليا.
يستخدم الراكبون دراجات ذات تروس ثابتة بدون فرامل. يبلغ طول السباقات عادة 1.5 كيلومتر (0.93 ميل): 6 لفات في حال كان طول المضمار 250 متر (270 يارد) ، 4 لفات على 333 متر (364 يارد) ، أو 4 لفات على 400 متر (440 يارد) المسار. عن طريق القرعة يتم تحديد مواقع الإنطلاق بالنسبة للعدائين خلف متحكم السرعة (غالبا دراجة نارية)، ولكن يمكن أن تكون ديرني (derny)، دراجة كهربائية أو دراجة ذات مقعدين. يجب أن يظل الراكبون وراء المتحكم لمدة 3 لفات على مضمار 250 متر (270 يارد). يبدأ المتحكم من سرعة 30 كيلومتر في الساعة (19 ميل/س) ، وزيادة تدريجية إلى 50 كيلومتر في الساعة (31 ميل/س) قبل اللفات الأخيرة. يترك المتحكم المسار عند المسافة 750 متر (820 يارد) أي قبل نهاية السباق (بثلاث لفات على مضمار 250 متر (270 يارد)). يمكن أن تتجاوز سرعة الفائز 70 كيلومتر في الساعة (43 ميل/س) .
يتم إجراء سباقات كيرين على عدة جولات ومن ثم بنهائي واحد. يمكن لبعض راكبي الدراجات الذين تم استبعادهم المحاولة مرة أخرى في عمليات الملحق.

## بطولات العالم
الكيرين هو حدث في بطولة العالم للرجال منذ عام 1980 وحدث بطولة العالم للسيدات منذ عام 2002. كان داني كلارك من أستراليا و لي نا من الصين أول أبطال العالم للدراجات. بطلا العالم للرجال والسيدات لعام 2019 هما ماتيس بوكلي من هولندا ولي واي سزي من هونج كونج.

## الألعاب الأولمبية
| دورة | بطل الرجال                   |
| ---- | ---------------------------- |
| 2000 | فلوريان روسو (فرنسا)         |
| 2004 | ريان بايلي (أستراليا)        |
| 2008 | كريس هوي (بريطانيا العظمى)   |
| 2012 | كريس هوي (بريطانيا العظمى)   |
| 2016 | جيسون كيني (بريطانيا العظمى) |

| دورة | بطلة سيدات                         |
| ---- | ---------------------------------- |
| 2012 | فيكتوريا بندلتون (بريطانيا العظمى) |
| 2016 | إليس ليغتل (هولندا)                |

ادرجت الكيرين لأول مرة في دورة الألعاب الأولمبية الصيفية لعام 2000 في سيدني  كحدث للرجال، بعد قبولها في ديسمبر 1996. تمت إضافة حدث السيدات لدورة الألعاب الأولمبية الصيفية 2012 في لندن.
وجد تحقيق أجرته بي بي سي نيوز، الذي نُشر في يوليو / تموز 2008، دليلاً على أنه بعد الدخول في الأولمبياد، طلب الاتحاد الدولي للدراجات (كتابيًا) من جمعية كيرين اليابانية دعم مشاريع الاتحاد الدولي للدراجات «من الناحية المادية»؛ على مدار فترة زمنية، قدمت الجمعية فيما بعد 3 ملايين دولار أمريكية إلى الاتحاد الدولي للدراجات مقابل «العلاقة الممتازة بين الاتحاد الدولي للدراجات وممثلي الحركة الأولمبية». تم القبض على أربعة من أعضاء الاتحاد في وقت لاحق في طوكيو. 

## الكيرين في اليابان (كيرين اليابانية)
رسميا سباق دراجات (競輪 الكيرين (المراهنات الرياضية)) بدأ كواحد من أربع رياضات مسموح فيها المراهنة في اليابان عام 1948. ومنذ ذلك الوقت أصبحت تحظى بشعبية كبيرة. في عام 1957 تأسس الأتحاد الياباني للكيرين ليضع المعايير العامة للرياضة في اليابان. حاليا مؤسسة كيرين أوتوراس اليابانية هي من تقوم بتنظيم الرياضة. في عام 2011 بلغت قيمة المراهنات على المسابقة 600 مليار ¥ (5 مليار $) مع حضور جماهيري بلغ 4.9 مليون شخص.

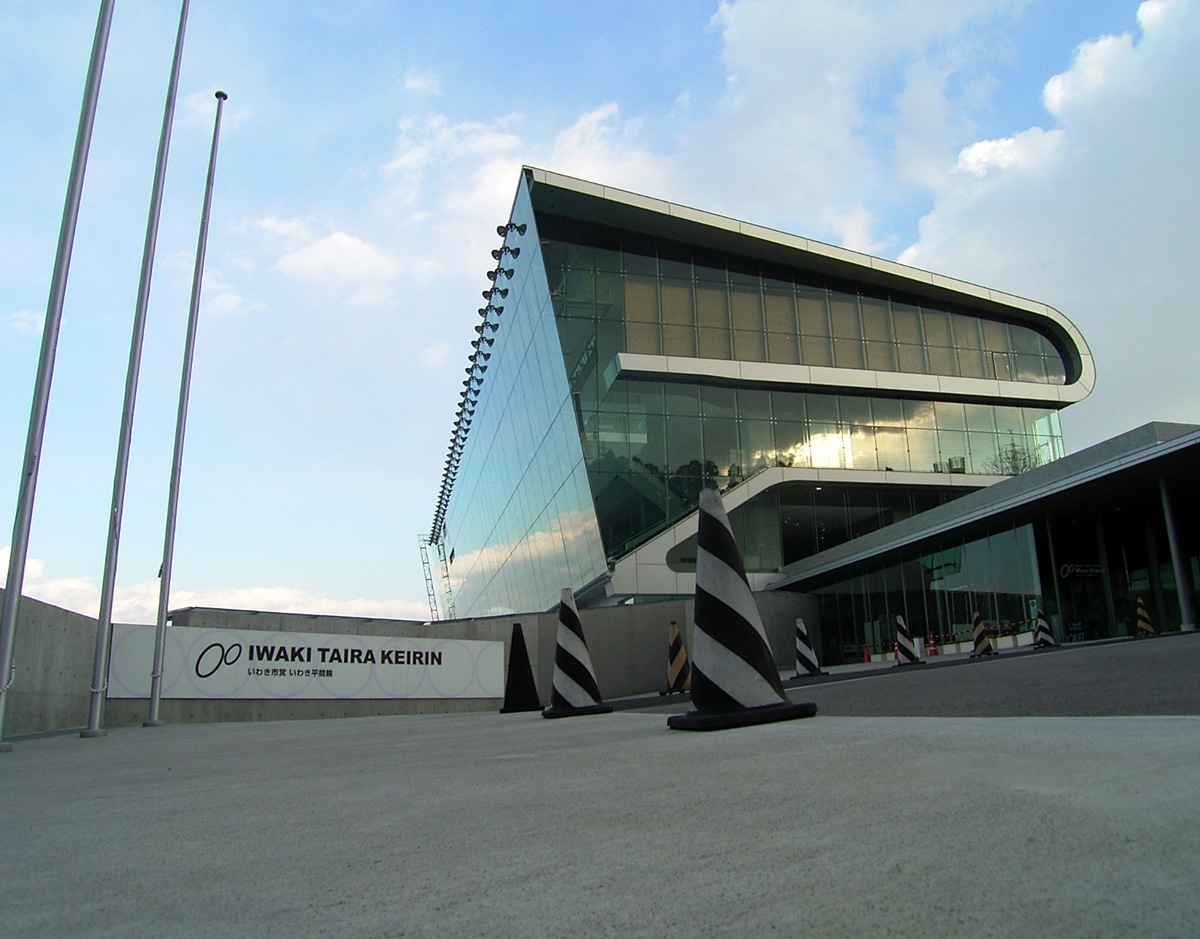
المدخل والمدرج في Iwaki-Taira Velodrome في إيواكي ، فوكوشيما.

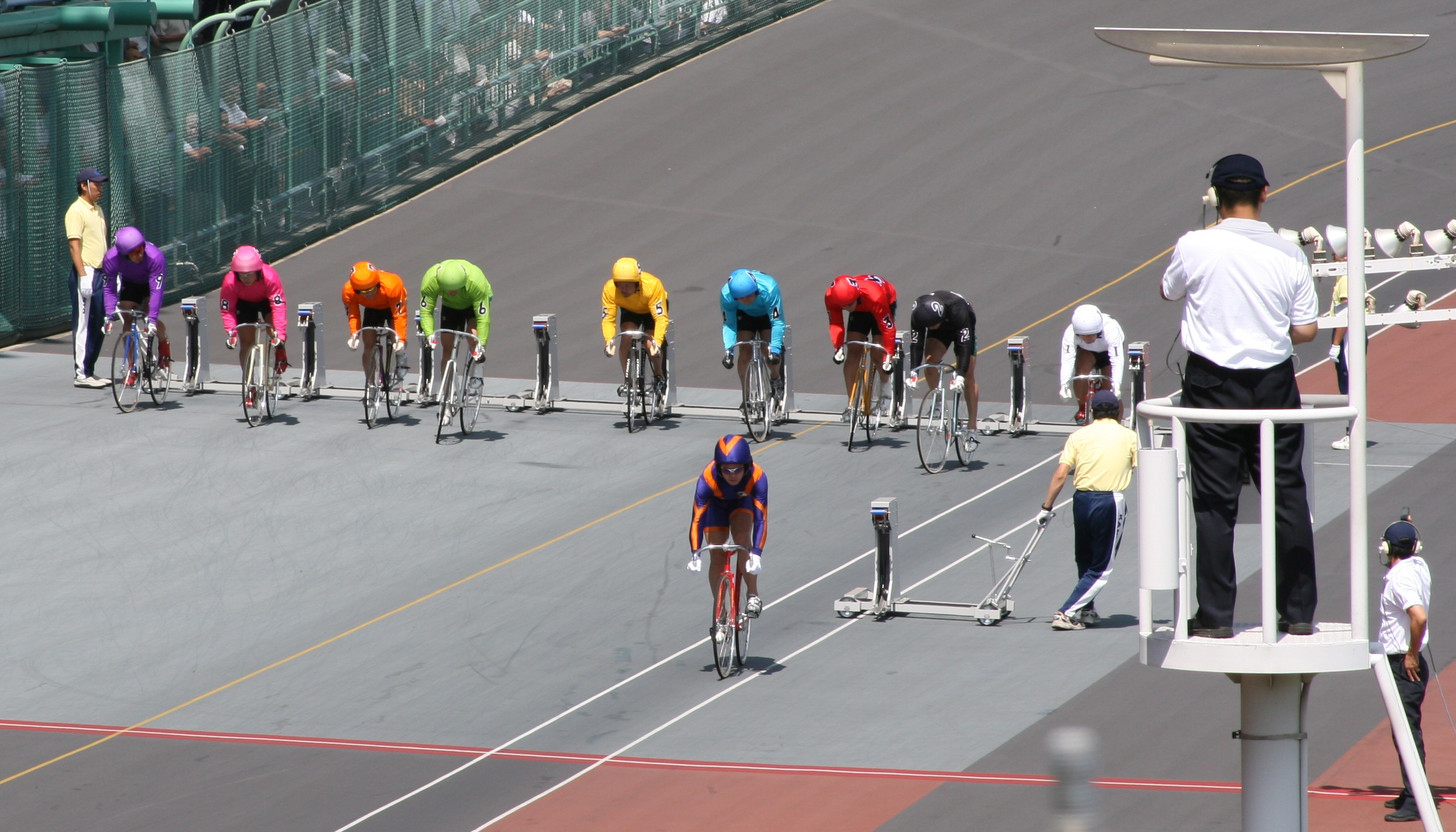
بدء السباق في Tachikawa Velodrome في طوكيو. يبدأ الدراجون من الكتل ويتسارعون للسرعة خلف اللهاية مرتدين اللون الأرجواني والبرتقالي يلاحظ الحكم البداية من البرج على اليمين.

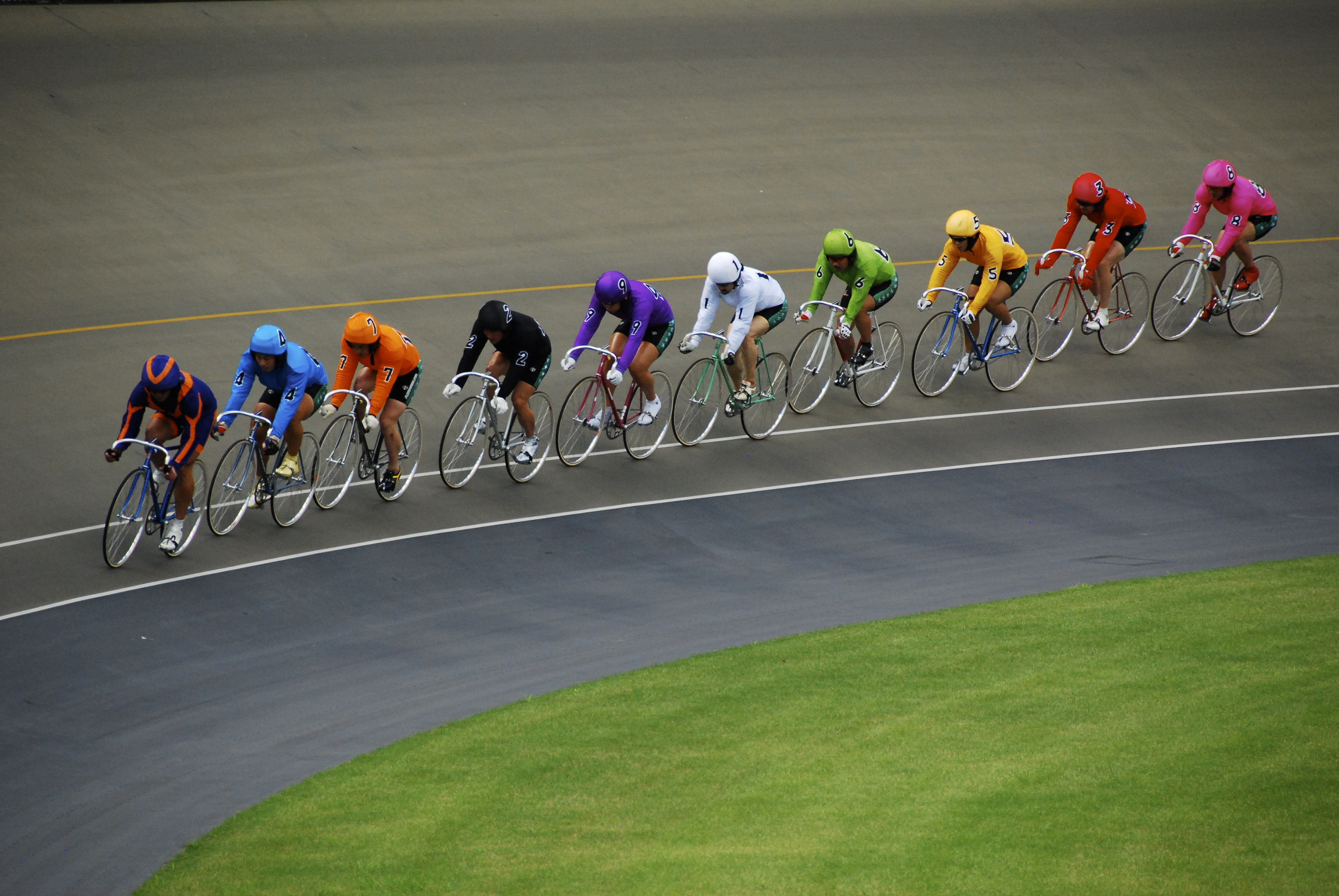
خلال سباق في Omiya Velodrome في Saitama ، يشكل المتسابقون التسعة خطاً خلف pacer وهم يدورون حول زاوية.

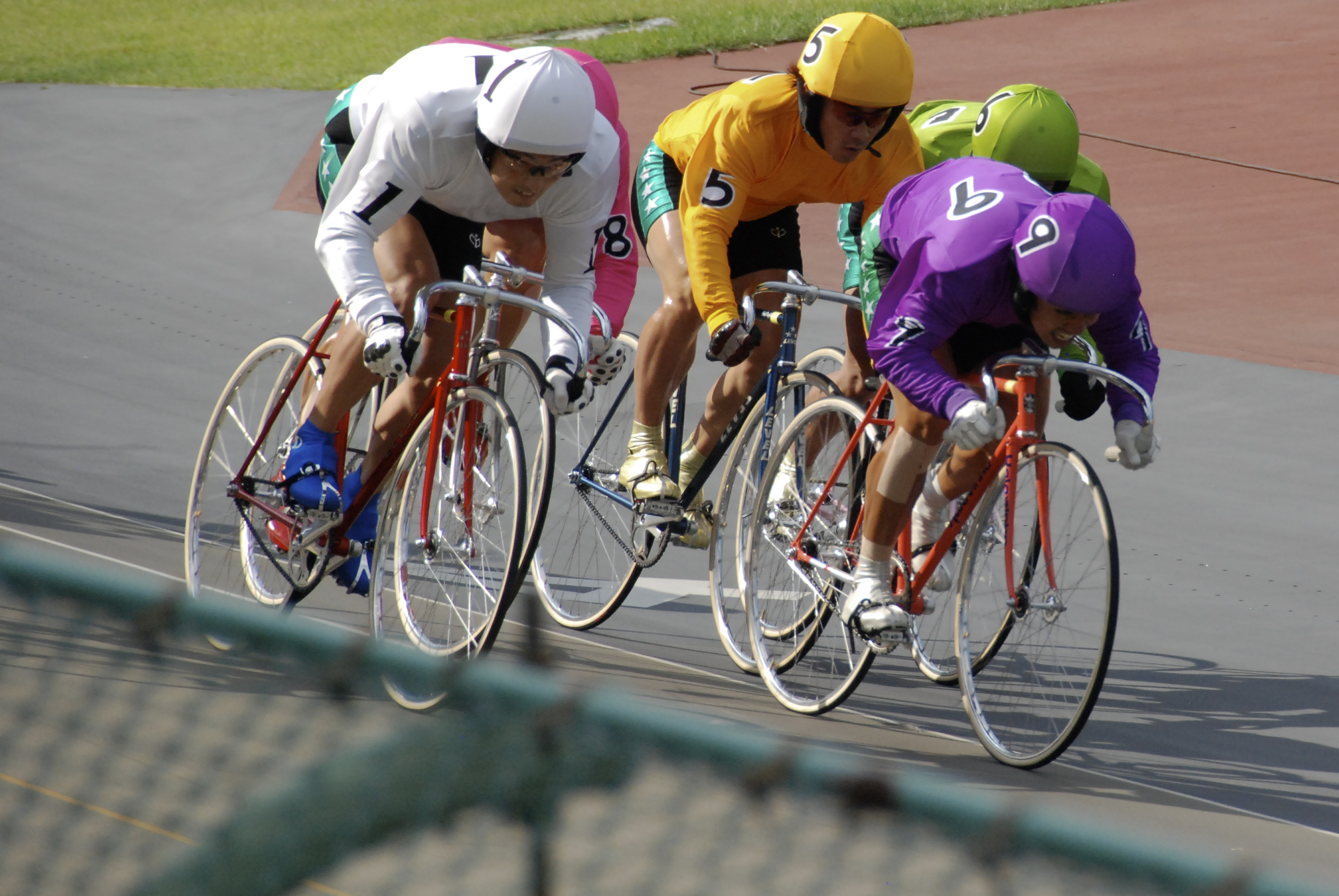
متسابقون يركضون إلى خط النهاية في آخر لفة من السباق في أوميا فيلودروم.

يتنافس راكبو الكيرين الطموحون للدخول إلى مدرسة الكيرين اليابانية. يخضع 10 في المائة من المتقدمين الذين تم قبولهم لنظام تدريب صارم مدته 15 ساعة في اليوم. أولئك الذين يجتازون امتحانات التخرج، ويوافق عليهم NJS يصبحون مؤهلين لسباقات الكيرين الاحترافية في اليابان
أعيد تقديم السباقات اليابانية للسيدات في يوليو 2012. سُمح للنساء في السابق بالمشاركة من عام 1949 حتى عام 1964. مثل الرجال، يجب أن تخضع النساء أيضًا لنظام تدريب صارم في مدرسة الكيرين.

### أبطال من اليابان
كويتشي ناكانو (中野 浩一 Nakano Kōichi) كان واحدًا من أول رياضيي الكيرين اليابانيين الذين تنافسوا خارج وطنهم الأصلي، ويحمل ناكانو أفضل رقم قياسي في سباقات السرعة كسائق دراجات في بطولة العالم في سباقات المضمار مع تسجيله عشر مرات فوز متتالية في بطولة العالم لدراجات المضمار ضد راكبي الدراجات المحترفين في أوروبا الغربية في الغالب بين عامي 1977 - 1986، على الرغم من أنه لم يفز مطلقًا ببطولة الكيرين العالمية. بنفس الزمن كان العديد من المتسابقين من دول الكتلة الشرقية يتنافسون بمسابقات منفصلة للهواة.
كاتسواكي ماتسوموتو (مواليد 1928) هو رياضي الكيرين المحترف الذي حقق أكبر عدد من الانتصارات - 1341 - خلال مسيرته المهنية (تقاعد عام 1981 عن عمر يناهز 53 عامًا).

### سباق نموذجي
تبدأ سباقات الكيرين في اليابان بدراج راكبي الدراجات إلى كتل البداية، والانحناء عند دخولهم المسار ومرة أخرى أثناء وضع دراجاتهم في بداية السباق. يتم تخصيص رقم ولون لكل مشارك لأغراض التعريف والمراهنة.
عند سماع صوت البندقية، يترك راكبو الدراجات كتل الانطلاق الخاصة بهم ويستقرون في وضع خلف pacer ، وهو راكب دراجة آخر من keirin يرتدي اللون الأرجواني مع خطوط برتقالية. يستقر راكبو الدراجات في البداية في مجموعات مختلفة، يشار إليها باسم «الخطوط»، حيث يحاولون العمل مع الآخرين لتعظيم فرصهم في الفوز.
مع تسارع الوتيرة، عادةً ما يغادر pacer المسار مع تبقي ما بين لفة واحدة ودولتين، على الرغم من أن الموقع الفعلي حيث يترك pacer يختلف مع كل سباق. مع يتبقى لفات، يبدأ المسؤولون في إصدار صوت جرس أو جرس، ويزداد التردد حتى يأتي راكبو الدراجات لبدء الجولة الأخيرة.
تنقسم أشكال كيرين البيضاوية إلى مناطق محددة: الممران المستقيمان (تمدد المنزل والظهر)، والمنعطفات الأربعة (الزوايا)، ومكانان يسميان «المركز»، في إشارة إلى المنطقة الواقعة بين الزاويتين 1 و 2 (1 مركز) والزوايا 3 و 4 (2 مركز).
يتم مراقبة السباق من قبل الحكام. يتمركز اثنان من الحكام في أبراج بطول الظهر (الزاويتان الثانية والثالثة)، بينما يراجع الآخرون منطقة التمدد المنزلي من غرفة التحكم باستخدام كاميرات الدائرة المغلقة. بمجرد انتهاء السباق، يمكن للحكم أن يشير إلى انتهاك محتمل للقاعدة عن طريق إضاءة ضوء أحمر في الزاوية الأقرب لمكان حدوث المخالفة، أو التلويح بعلم أحمر. ثم يفحص الحكام مقطع الفيديو الخاص بالسباق ويقررون ما إذا كان أحد المتسابقين قد ارتكب انتهاكًا للقواعد ويجب استبعاده. بمجرد الانتهاء من ترتيب النهاية، يتم الإعلان عن السباق رسميًا ويتم دفع الرهانات الفائزة.

### التصنيف/الترتيب
هناك إجمالي ستة درجات يمكن للمتسابقين الحصول عليها في سباقات الكيرين اليابانية. SS هي أعلى مرتبة، تليها S1 و S2 و A1 و A2 و A3. يبدأ جميع خريجي كيرين الجدد حياتهم المهنية بدرجة A3 ويتقدمون في طريقهم من خلال التنافس في فعاليات الكيرين.
يشير لون السراويل القصيرة التي يرتديها كل متسابق كيرين إلى الرتبة. أولئك في الفئة (A1 ، A2 ، A3) يرتدون شورتًا أسود مع شريط أخضر ونجوم بيضاء. يرتدي المنافسون من الفئة (S1 و S2) شريطًا أحمر بدلاً من الشريط الأخضر. أولئك في فئة SS النخبة يرتدون شورتًا أحمر مع شريط أسود ونجوم بيضاء وشارات خاصة. يتم تقديم تصنيف SS منذ عام 2007 من قبل NJS كل ديسمبر إلى أفضل تسعة رياضيين من كيرين. هؤلاء التسعة يتنافسون في جائزة الكيرين الكبرى لذلك العام ويحتفظون بمرتبتهم حتى ديسمبر التالي.

### المسافات
تعتمد مسافة كل سباق على الجنس والمرتبة. بالنسبة للرجال، أصحاب المرتبة A3 تبلغ المسافة 1600 متر، بينما يتنافس الآخرون على مسافة 2000 متر. تقام نهائيات بعض أهم الأحداث المصنفة على مسافة أطول تبلغ 2400 متر. يقام سباق الكيرين الكبير الذي ينهي الموسم على مسافة 2800 متر.
تقام جميع الأحداث للسيدات حاليًا على مسافة 1600 متر. عادة ما تكون هناك اختلافات صغيرة في المسافة بناءً على حجم المسار.

### درجات السباق
أي فعالية سباق كيرين تقعد في اليابان يتم تصنيفها أو إعطائها درجة. أعلى الفعاليات تصنيفا هي GP ثم GI أول G1 ثم GII أو G2 ثم GIII أو G3، وهي مخصصة فقط لراكبي الفئة S. من ثم تصنيف FI أو F1 ، وهو مفتوح لكل من ركاب الفئة S والفئة A. أخيرا التصنيف FII أو F2 محجوزة لراكبي الدرجة الأولى.
تم تخصيص تصنيف GP لسباق جائزة الكيرين الكبرى، وهو لقاء لمدة ثلاثة أيام يعقد في نهاية ديسمبر لأفضل منافسي الكيرين لهذا العام. يختتم اللقاء في النهاية بسباق الجائزة الكبرى نفسه، والذي يحدد بطل سباق الكيرين السنوي.
اعتبارًا من 2018، تحدد لجنة الاختيار المتسابقين لسباق الجائزة الكبرى باستخدام الأولوية التالية:
- الفائزون في كل حدث من أحداث GI الستة خلال العام.
- اليابانيون الفائزون بالميداليات في مسابقات الدراجات الفردية خلال الألعاب الأولمبية الصيفية، إذا أقيمت في نفس العام.
- المنافسين المعترف بهم على وجه التحديد من قبل لجنة الاختيار.
- المنافسون الذين حصلوا على أكبر قدر من الجوائز المالية من أحداث الكيرين خلال العام.

يعد سباق الجائزة الكبرى للشباب جزءًا أيضًا من لقاء الجائزة الكبرى ، وهو مفتوح لأفضل من بدأوا المنافسة في كيرين خلال السنوات الثلاث الماضية؛ إنه سباق كيرين الوحيد لهذا العام الذي تتنافس فيه كل من الفئة S والفئة A في نفس السباق. إضافة جديدة إلى اللقاء في عام 2012 كانت جائزة الفتيات الكبرى لأفضل المنافسات في الرياضة.
حدث آخر مرموق في تقويم سباقات كيرين السنوي هو بطولة اليابان GI. يُعقد كل شهر مايو على مدار ستة أيام، وهو أطول سباق فردي خلال العام.
يُسمح عمومًا لكل مضمار كيرين باستضافة حدث واحد سنويًا من فئة GI أو GII أو GIII. فيما باقي الأحداث المتبقية تقام في كل مضمار من مزيج من سباقات FI و FII لما مجموعه 70 يوم سباق في السنة. غالبا هناك حدث GI أو GII واحد كل شهر وجدث واحد GIII في الأسبوع في التقويم السنوي.

### أهم أحداث كيرين
حتى عام 2019، كانت أهم الأحداث في تقويم سباقات الكيرين كما يلي:
| شهر            | درجة | حدث                                                                         |
| -------------- | ---- | --------------------------------------------------------------------------- |
| شهر فبراير     | GI   | اختيار كأس يوميوري نيوز لجميع اليابان (読売新聞社杯全日本選抜競輪)          |
| مارس           | GII  | بطل الكأس (ウィナーズカップ)                                                |
| مايو           | GI   | بطولة اليابان (日本選手権競輪)                                              |
| يونيو          | GI   | كأس الأمير تاكاماتسو التذكاري (高松宮記念杯競輪)                            |
| يوليو أو أغسطس | GII  | مهرجان ليلة الصيف (サマーナイトフェスティバル)                              |
| أغسطس          | GI   | كل النجوم (オールスター競輪)                                                |
| سبتمبر         | GII  | كأس كيودو نيوز (共同通信社杯競輪)                                           |
| اكتوبر         | GI   | كأس الأمير توموهيتو / بطولة العالم (寛仁親王牌・世界選手権記念トーナメント) |
| شهر نوفمبر     | GI   | كأس اساهي نيوز مهرجان كيرين (朝日新聞社杯競輪祭)                            |
| ديسمبر         | GP   | جائزة الكيرين الكبرى (KEIRINグランプリ)                                     |
| ديسمبر         | GII  | جائزة الشباب الكبرى (ヤンググランプリ)                                      |
| ديسمبر         | FII  | الجائزة الكبرى لكأس أودز بارك للبنات (オッズパーク杯ガールズグランプリ)     |

### جدول السباق
مضامير الكيرين تتبع نفس الجدول الأساسي للسباقات عند إجراء أي سباق. في اليوم الأول من المنافسة يتم تصنيف أفضل المنافسين في سباقات الكيرين في سباقات ذات العيار الأعلى، بينما يتم تخصيص الآخرين للسباقات ذات العيار المنخفض. يضمن متسابقو كيرين التنافس في كل يوم من أيام الاجتماع ما لم يتم استبعادهم من السباق أو الإنسحاب من اللقاء لأي سبب - وفي هذه الحالة يتم استدعاء المنافسين البدلاء لملء السباقات ذات العيار الأدنى.
يوجد أدناه جدول زمني للسباقات التي تم إجراؤها خلال حدث FI نموذجي لمدة ثلاثة أيام (مفتوح لكل من راكبي الفئة S والفئة A).

#### اليوم 1
- السباقات 1-5: المرحلة التمهيدية لفئة A (عيار منخفض)
  - يتقدم أول أربعة أو خمسة متسابقين في كل سباق إلى الدور نصف النهائي لليوم الثاني
- السباق 6: الدرجة الخاصة فئة A (عيار عالي)
  - يتنافس جميع الدراجين في نصف نهائي اليوم الثاني

بعد السباق 6، يتنافس راكبو الفئة S:
- السباقات 7-10: المرحلة التمهيدية لفئة S
  - يتقدم أول ثلاثة أو أربعة متسابقين في كل سباق إلى الدور نصف النهائي لليوم الثاني
- السباق 11: الدرجة الخاصة فئة S
  - يتنافس جميع الدراجين في نصف نهائي اليوم الثاني

#### اليوم الثاني
- السباقات 1-2: الدرجة العامة لفئة A
  - يتقدم أول متسابقين في كل سباق إلى اليوم الثالث الخاص
- السباق 3: اختيار الفئة A
  - يتقدم أول خمسة متسابقين إلى اليوم الثالث الخاص
- السباقات 4-6: نصف نهائي الفئة A
  - يتقدم أول ثلاثة متسابقين في كل سباق إلى نهائي اليوم الثالث

ثم يتنافس راكبو الفئة S للتقدم:
- السباقات 7-8: الدرجة العامة الفئة S
  - يتقدم أول واحد أو اثنين من الفائزين في كل سباق إلى اليوم الثالث الخاص
- السباقات 9-11: نصف النهائي الفئة S
  - يتقدم أول ثلاثة متسابقين في كل سباق إلى نهائي اليوم الثالث

#### يوم 3
- السباقات 1-2: عام الفئة A
- السباقات 3-5: خص الفئة A
- السباقات 6-7: عام الفئة S
- السباق 8: خاص الفئة S
- السباق 9: نهائي الفئة A
- السباق 10: خاص الفئة S
- السباق 11: نهائي الفئة S

### معدات
نتيجة للمقامرة المتوازية التي تحيط بسباق الكيرين في اليابان، تم تطوير نظام صارم من المعايير للدراجات وأدوات الإصلاح. يتطلب الاتحاد الياباني للدراجات (NJS) - تخضع المسابقة حاليًا لمؤسسة الكيرين اليابانية - أن جميع متسابقي الكيرين في اليابان يركبون ويستخدمون المعدات التي تلبي معاييرهم. يستخدم جميع الدراجين دراجات متشابهة جدًا، بحيث لا يتمتع أي راكب بأي ميزة أو عيب بناءً على المعدات. بالإضافة إلى ذلك، يجب على جميع الركاب اجتياز متطلبات ترخيص صارمة.
يجب على أولئك الذين يرغبون في السباق في اليابان الالتحاق بمدرسة سباق الدراجات اليابانية حيث يتعلمون القواعد والآداب والمهارات اللازمة. تقبل المدرسة عادة 10٪ فقط من المتقدمين. أولئك الذين يجتازون الاختبار النهائي لا يزال يتعين الموافقة عليهم من قبل جمعية الكيرين اليابانية 
يجب بناء جميع الدراجات والمعدات وفقًا لإرشادات صارمة تحددها NJS ، بواسطة مُنشئ معتمد يستخدم مواد معتمدة من NJS. يتم بعد ذلك ختم المنتجات بواسطة NJS ويمكن استخدام المعدات التي تحمل هذا الختم فقط. الاستثناءات من ذلك هي مجموعة محدودة جدًا من المعدات بما في ذلك عجلات الكربون والإطارات والسيقان والسروج المستخدمة في الكيرين للفتيات، والتي يمكن استخدامها بدون شهادة NJS. يهدف معيار NJS إلى ضمان عدم تمتع أي متسابق بأي ميزة أو عيب بناءً على المعدات ولا يتعلق بالضرورة بالجودة أو معايير التصنيع. على سبيل المثال، يُسمح بـمقاس 36 للعجلة وليس 32، على الرغم من أن عجلات 32 أخف وزناً، ويجب صناعة الإطارات بواسطة عدد محدود جدًا من المصنعين المعتمدين.
منذ بدايتها، كانت هياكل الدراجات المستخدمة في سباقات الكيرين مصنوعة من الفولاذ المطلي بالكرومول . الاستثناءات من ذلك هي الهياكل المستخدمة في سباقات الكيرين للسيدات، حيث تكون الهياكل المستخدمة مصنوعة من ألياف الكربون. الشركات المصنعة للإطارات المستخدمة في الكيرين للسيدات هي بوما وبريدجستون و جان وييل وكالافينكا و بومبير و MBK. يمكن للمشاركين في سباقات Keirin Evolution استخدام أي هيكل كربون ومكونات معتمدة من NJS أو UCI أو JCF .
غالبًا ما تباع المعدات المعتمدة من NJS بسعر أعلى من معدات مماثلة بسبب استخدامها المحدد، ومتطلبات البناء، ومحدودية الشركات المصنعة. تشمل الشركات المصنعة الشهيرة ناغاساوا و 3 رينشو وماكينو وكالافينكا وليفيل وبريدجستون وباناسونيك وسامبسون وشيمانو ونيتو وهاتا و MKS وكاشيماكس وسوجينو .  نظرًا لأن الهدف الرئيسي لمجموعة NJS هو دعم سوق ركوب الدراجات الياباني، فإن بيروقراطية الشركة تنتقد بشدة الشركات المصنعة الأجنبية التي تحاول دخول السوق اليابانية. ومع ذلك، حصلت شركة كامباغنولو الإيطالية المصنعة لمعدات ركوب الدراجات على شهادة NJS.
المعدات المعتمدة من NJS ليست مطلوبة لسباقات الكيرين التي يقرها الاتحاد الدولي للدراجات أو الاتحادات الرياضية الوطنية المحلية، بما في ذلك السباقات المصدق عليها من UCI في اليابان.

### الرهان
الرهانات التي يمكن إجراؤها في سباقات كيرين تشمل، على سبيل المثال لا الحصر:
- Exacta – اختيار أول اثنين يصلان إلى خط النهاية بالترتيب الدقيق
- Quinella – اختيار أول اثنين يصلان إلى خط النهاية من دون مراعاة الترتيب
- Trifecta – اختيار أول ثلاثة يصلو إلى خط النهاية بالترتيب الدقيق
- Trio – اختيار أول ثلاثة يصلو إلى خط النهاية من دون مراعاة للترتيب
- Quinella Place - اختيار اثنين من أول ثلاثة يصلو إلى النهاية من دون مراعاة للترتيب.

لا يمكن وضع بعض الرهانات إذا كان هناك عدد أقل من المتنافسين في السباق.
خلال منافسات الجائزة الكبرى، يتم تقديم بعض رهانات الفوز بالجائزة الكبرى:
- دوكانتو! 4 اثنان [16] - اختيار المركز الأول والثاني في كل من السباقات الأربعة الأخيرة من اليوم.
- دوكانتو! 7 [17] - اختيار الفائز في كل من السباقات السبعة الأخيرة في اليوم.

يمكن للمراهنة المالية في رهانات دوكانتو أن تنتقل إذا لم تكن هناك تذاكر فائزة، حتى إلى سباق لاحق يجتمع في مضمار آخر في البلاد.
في ظروف استثنائية، تم إعلان عدم وجود مسابقات في السباق، مما أجبر الملاعب على ارجاع ملايين الين في الرهانات. تُعرف هذه النتائج عمومًا بالفشل (不成立 fuseiritsu) . تم إعلان فشل السباق في مضمار شيزوكا في 2 يناير 2008 عندما أصابت العجلة الخلفية لدراجة متحكم السرعة دراجة أحد المتنافسين منافس، مما تسبب في سقوطه. في سباق في مضمار إيواكي تايرا في 14 ديسمبر 2008، أدت المخالفات المنفصلة إلى استبعاد المجال بأكمله؛ تم تعليق جميع المتسابقين باستثناء واحد منهم لمدة عام واحد من قبل مضمار السباق بعد السباق. تم رفع التعليق بعد أربعة أشهر.

## روابط خارجية
- كيرين
- موقع Keirin الرسمي في اليابان باللغة اليابانية
- كيرين نيوز
- كيرين بايك
- كيرين 2014 مهرجان كيرين في لندن ومانشستر